# Matjiesfontein
Matjiesfontein è un centro abitato sudafricano situato nella municipalità distrettuale di Central Karoo nella provincia del Capo Occidentale.

## Geografia fisica
Il piccolo centro abitato sorge nel Karoo, una vasta regione pianeggiante e semidesertica, a circa 27 chilometri a ovest della cittadina di Laingsburg e a circa 54 chilometri a est di Touwsrivier.

## Galleria d'immagini

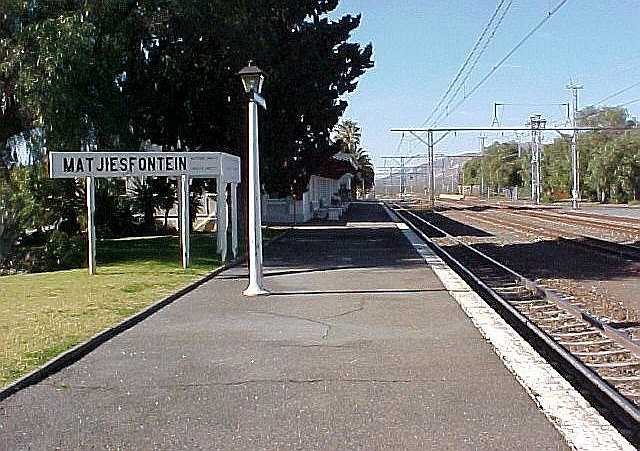
La stazione di Matjiesfontein
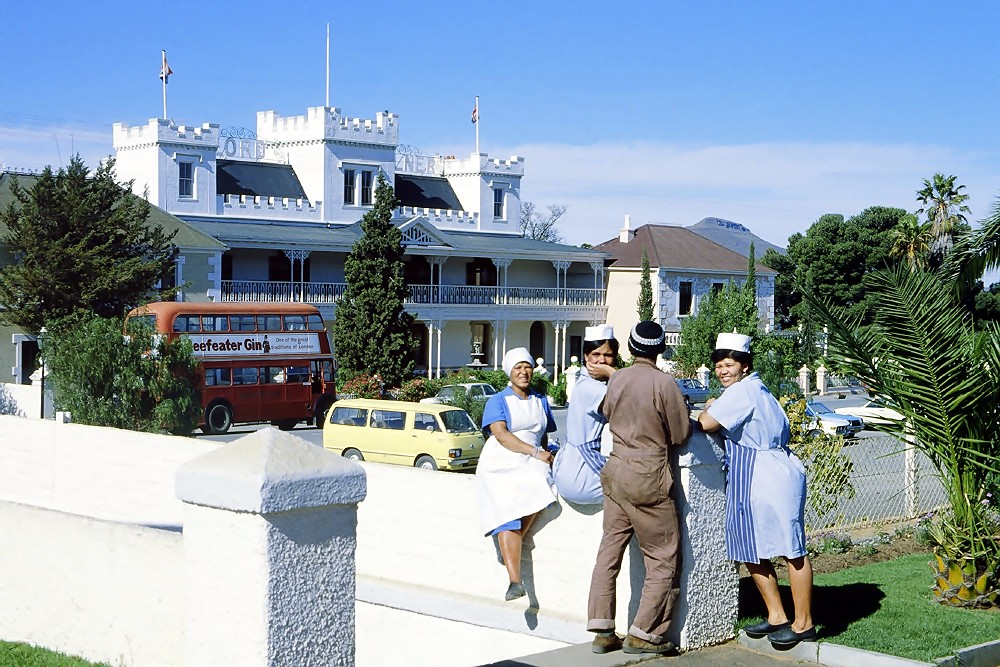
Il Lord Milner Hotel nel 1979